# كارمين مونيوث غوزمان
كارمين مونيوث غوزمان هي عارضة دومينيكانية، ولدت في 1992 في سان فرانسيسكو دي ماكوريس في جمهورية الدومينيكان.